# Mein Vater, der Affe und ich
Mein Vater, der Affe und ich ist eine österreichisch/deutsche Filmkomödie aus dem Jahr 1971.

## Handlung
Nashorn Sissi wird aus dem Tierpark Hellabrunn in den Tiergarten Schönbrunn zur „Hochzeit“ mit dem dortigen Nashorn Franzl gebracht. Weil es mit den beiden nicht recht klappt, reist Tierarzt Klaus Wolf nach Wien und lernt dabei die Anhalterin Biggi kennen. Diese ist ihrem wohlhabenden Vater, dem Bauunternehmer Hansen, mit 6.000 Mark ausgerissen und behauptet, mit dem Schlagerstar Michael Holm befreundet zu sein.
Inzwischen ist auch der Verhaltensforscher Prof. Dr. Felix Grimm mit seinem Affen Jimmy, der an einer rätselhaften Krankheit leidet, in Wien eingetroffen. Bei Holms Auftritt im Fernsehen entdeckt Biggis Vater seine Tochter und reist mit seiner Freundin Ruth ebenfalls nach Wien. Da Dr. Wolf das Auto von Prof. Grimm geliehen hatte und die inzwischen polizeilich gesuchte Biggi in diesem Auto gesehen wurde, verdächtigt Grimms Privatsekretärin Karin den Professor, eine Affäre mit Biggi zu haben.
Im Hotel stiehlt der Affe den Schmuck der wohlhabenden Mrs. Finch, und Biggi, die hier als Zimmermädchen arbeitet, wird des Diebstahls verdächtigt. Sie ihrerseits verdächtigt Klaus, eine Affäre mit Mrs. Finch zu haben. Doch alles löst sich in Wohlgefallen auf: Klaus und Biggi werden heiraten. Die 6.000 Mark waren Biggis eigene Ersparnisse, und sie findet ihre künftige Schwiegermutter Ruth inzwischen auch ganz nett. Die rätselhafte Krankheit des Affen beruht auf Alkoholkonsum. Den Schmuck hatte der verliebte Schimpanse nur gestohlen, um ihn einer Affendame im Zoo zu schenken, und zu guter Letzt werden natürlich auch die beiden Nashörner Sissi und Franzl ein Paar.

## Kritiken
„Rundum missglückte Familienunterhaltung“